# Han Zigao
Han Zigao (en chino simplificado, 韩子高; pinyin, Hán Zi Gāo; Dinastía Liang, 538 - Dinastía Chen, 567), anteriormente conocido como Han Manzi (韓蠻子), fue un militar chino que pasó a la historia por su belleza y por haber sido el amante favorito del Emperador Wen de Chen.

## Biografía

### Primeros años
Han Zigao, cuyo nombre de nacimiento era Han Manzi (韓蠻子), nació en el año 538 en Jingshi Jiankang (hoy en día Nankín, Jiangsu), durante el reinado de la dinastía Liang. Su padre era Han Yanqing, un campesino. Han Zigao nació y creció en tiempos de guerra; el imperio aún se encontraba sumergido en el turbulento período conocido como las dinastías meridionales y septentrionales. Desde muy temprana edad destacó por su belleza, tan hermoso como una "bella mujer". Su belleza era tal que se dice que en muchas ocasiones, tras ser atacado por soldados, estos no fueron capaces de hacerle daño alguno tras ver su rostro. Conoció al futuro emperador Wen de Chen alrededor de 554, cuando tenía dieciséis años. En aquel entonces Chen era un general conocido bajo el nombre de Chen Qian, quien se sintió profundamente atraído por la belleza del joven y le instó ir con él, prometiéndole una vida de riqueza y lujos.

### Relación con Chen

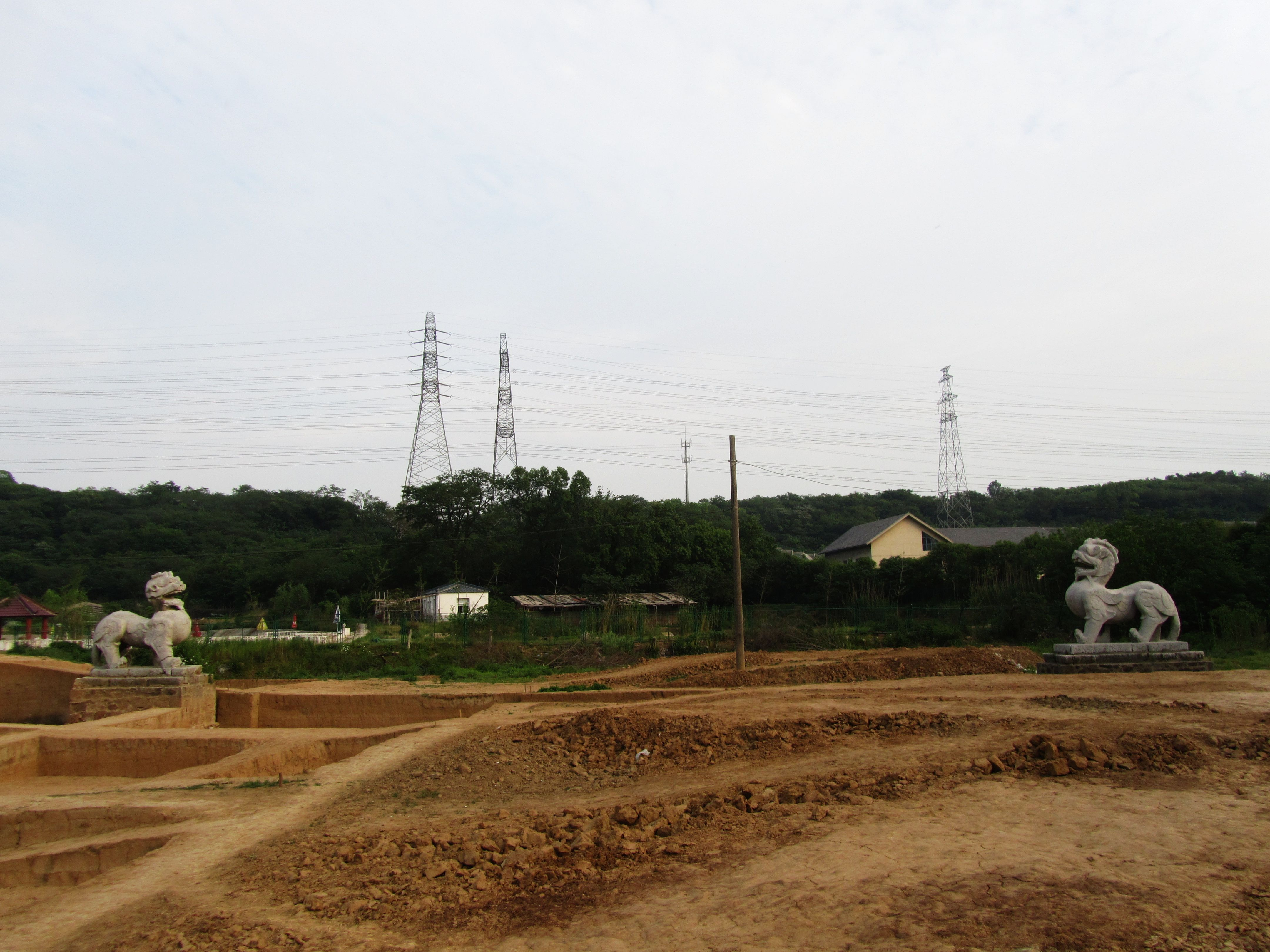
Las dos estatuas de pixiu descubiertas en la tumba de Chen; se cree que representan a Chen y Han Zigao.

Tras entrar bajo el servicio de Chen, este le otorgó el nuevo nombre de "Zigao" y le convirtió en su asistente personal. No mucho tiempo después, se convirtió en su amante favorito. Bajo la tutela de este, Han Zigao aprendió técnicas de combate y militares, tras lo cual pasó a ser su mano derecha. Chen, de temperamento fuerte, lograba calmarse al mirar a Han Zigao. Un día, se dice que Chen le dijo a Han Zigao una de sus frases más icónicas: «la gente dice que estoy destinado a ser emperador, si se hace realidad, te convertirás en mi reina».
En 559 y, tal como había predicho, Chen se convirtió en emperador. Sin embargo, no fue capaz de cumplir su promesa hecha a Han Zigao y en cambio le nombró general; le concedió diversos títulos y méritos en los años siguientes. Aún con su nuevo puesto de general, Han Zi gao permaneció junto a Chen hasta la muerte de este en 566. Menos de un año después de la muerte de Chen, Han Zigao fue acusado de orquestar una rebelión y ejecutado bajo el mandato del emperador Fei de Chen, el hermano menor de su amante.
En la tumba de Chen, descubierta en 2013, se encontraron dos estatuas de pixiu, una criatura mitíca híbrida considerada un poderoso protector. Ambas estatuas son de género masculino, y no masculino y femenino como era lo usual. La contraparte femenina de los pixiu son denominados bìxié y se diferencian de los masculinos debido a la presencia de dos cuernos en la cabeza.

## En la cultura popular
La primera mención de Han Zigao es en el Libro de Chen, una recopilación de la historia de la dinastía Chen completado en 636.
El autor Yi Lee toca la relación habida entre Han Zigao y Chen en su novela Chen Zi Gao Chuan. En 2016, fue lanzada una película titulada Han Zi Gao - The Male Queen. El filme fue dirigido por Li Jin-lun y protagonizado por Wang Yi-chen y Shao Shuai como Han Zigao y Chen, respectivamente.